# Família Ferreira Gomes
A família Ferreira Gomes é uma família cearense de origem portuguesa que tem grandes nomes na política local e nacional, como Cid Gomes, Ciro Gomes (ambos ex-governadores do Ceará) e Ivo Gomes (atual prefeito de Sobral). Por ser uma família formada por políticos, em sua maioria, recebe muitas críticas apontando os Ferreira Gomes como uma família "oligárquica" e "coronelista".
A história política da família começa no distrito de Bilheira no município de Sobral, onde os dois primeiros prefeitos eram membros da família. Depois de 42 anos afastada da vida política, a família voltou a ter protagonismo.

## História
Durante a colonização, houve uma constante imigração de europeus, principalmente portugueses. Logo chegaram os progenitores da família no estado, o português Capitão Domingos Ferreira Gomes (1763 - ????) e Bernardino Ferreira Gomes, ambos eram naturais de Leiria, Portugal. Domingos se casou com Ana Maria Gomes, filha do capitão-mor do Ceará em 1776, em Sobral.
A história dos “Ferreira Gomes” logo se mistura com a história sobralense. O primeiro prefeito de Sobral foi Vicente Cesar Ferreira Gomes, isso no ano 1890. Seu mandato não se estendeu mais do que isso, logo seu parente, José Ferreira Gomes governou a cidade até 1892. Logo depois daí, os próximos Ferreira Gomes ficaria longe da política local por um tempo.
O tempo passa, e Sobral se modifica conforme a história do Brasil. No primeiro governo de Getúlio Vargas, Sobral ganha um novo prefeito da família. Agora, Vicente Antenor Ferreira Gomes, era novo prefeito em 1935, e perdurou nove anos no poder. A família passa então 42 anos afastada da vida política. José Euclides Ferreira Gomes Júnior ocupa título de prefeito em 1977, no auge do Regime Militar. Nesse meio tempo, eles fazem aliança com a família Prado, outra família de grande influência política em Sobral. Nesse tempo, a família era aliada política de dois ex-governadores do Ceará, César Cals e Tasso Jereissati. O apoio de César foi durante a ditadura militar, que apoio fortemente Euclides Gomes. Juntamente com Euclides, César se transferiu para o PDS, novo partido na época. Logo então deixa César e a família se filia no grupo do PMDB, de Tasso Jereissati.
Então foi a vez de Ciro e de Cid entrarem na política. Ambos eram filhos de José Euclides Jr. Cid ocupou o título de prefeito de Sobral e depois o título de Governador do Ceará, coisa que seu irmão alcançou na década de 90, além de ter sido prefeito de Fortaleza em 1989 até 1990. Ambos foram um salto alto para o controle da família.

## Árvore genealógica
Árvore genealógica parcial da Família Ferreira Gomes com foco nas personalidades políticas.
|                                       |                                       |                                       |                                       |                                       |                                       |  |  |                                                               |                                                               |                                                               |                                                               |                                                               |                                                               |                                                                       |                                                                       | Valentim Ferreira                                                     | Valentim Ferreira                                                     | Valentim Ferreira                                                     | Valentim Ferreira                                                     | Valentim Ferreira                                                    | Valentim Ferreira                                                    |                                                                      |                                                                      |                               |                               |                                        |                                        | Isabel da Assunção                     | Isabel da Assunção                     | Isabel da Assunção                     | Isabel da Assunção                     | Isabel da Assunção                                             | Isabel da Assunção                                             |                                                                |                                                                |                                                                |                                                                |                                            |                                            |                                     |                                     |                                   |                                   |                                                                |                                                                |                                                                |                                                                |                                                                |                                                                |                                                                  |                                                                  |                                                                  |                                                                  |                                                                                                |                                                                                                |                                                                                                |                                                                                                |                                                                                                |                                                                                                |                                  |                                  |                                  |                                  |
|                                       |                                       |                                       |                                       |                                       |                                       |  |  |                                                               |                                                               |                                                               |                                                               |                                                               |                                                               |                                                                       |                                                                       | Valentim Ferreira                                                     | Valentim Ferreira                                                     | Valentim Ferreira                                                     | Valentim Ferreira                                                     | Valentim Ferreira                                                    | Valentim Ferreira                                                    |                                                                      |                                                                      |                               |                               |                                        |                                        | Isabel da Assunção                     | Isabel da Assunção                     | Isabel da Assunção                     | Isabel da Assunção                     | Isabel da Assunção                                             | Isabel da Assunção                                             |                                                                |                                                                |                                                                |                                                                |                                            |                                            |                                     |                                     |                                   |                                   |                                                                |                                                                |                                                                |                                                                |                                                                |                                                                |                                                                  |                                                                  |                                                                  |                                                                  |                                                                                                |                                                                                                |                                                                                                |                                                                                                |                                                                                                |                                                                                                |                                  |                                  |                                  |                                  |
|                                       |                                       |                                       |                                       |                                       |                                       |  |  |                                                               |                                                               |                                                               |                                                               |                                                               |                                                               |                                                                       |                                                                       |                                                                       |                                                                       |                                                                       |                                                                       |                                                                      |                                                                      |                                                                      |                                                                      |                               |                               |                                        |                                        |                                        |                                        |                                        |                                        |                                                                |                                                                |                                                                |                                                                |                                                                |                                                                |                                            |                                            |                                     |                                     |                                   |                                   |                                                                |                                                                |                                                                |                                                                |                                                                |                                                                |                                                                  |                                                                  |                                                                  |                                                                  |                                                                                                |                                                                                                |                                                                                                |                                                                                                |                                                                                                |                                                                                                |                                  |                                  |                                  |                                  |
|                                       |                                       |                                       |                                       |                                       |                                       |  |  |                                                               |                                                               |                                                               |                                                               |                                                               |                                                               |                                                                       |                                                                       |                                                                       |                                                                       |                                                                       |                                                                       |                                                                      |                                                                      |                                                                      |                                                                      |                               |                               |                                        |                                        |                                        |                                        |                                        |                                        |                                                                |                                                                |                                                                |                                                                |                                                                |                                                                |                                            |                                            |                                     |                                     |                                   |                                   |                                                                |                                                                |                                                                |                                                                |                                                                |                                                                |                                                                  |                                                                  |                                                                  |                                                                  |                                                                                                |                                                                                                |                                                                                                |                                                                                                |                                                                                                |                                                                                                |                                  |                                  |                                  |                                  |
| Francisca da Penha Ferreira Guimarães | Francisca da Penha Ferreira Guimarães | Francisca da Penha Ferreira Guimarães | Francisca da Penha Ferreira Guimarães | Francisca da Penha Ferreira Guimarães | Francisca da Penha Ferreira Guimarães |  |  |                                                               |                                                               | Cap. Bernardino Ferreira Gomes                                | Cap. Bernardino Ferreira Gomes                                | Cap. Bernardino Ferreira Gomes                                | Cap. Bernardino Ferreira Gomes                                | Cap. Bernardino Ferreira Gomes                                        | Cap. Bernardino Ferreira Gomes                                        |                                                                       |                                                                       |                                                                       |                                                                       |                                                                      |                                                                      |                                                                      |                                                                      |                               |                               |                                        |                                        |                                        |                                        |                                        |                                        |                                                                |                                                                | Cap. Domingos Ferreira Gomes (1721 - 1763)                     | Cap. Domingos Ferreira Gomes (1721 - 1763)                     | Cap. Domingos Ferreira Gomes (1721 - 1763)                     | Cap. Domingos Ferreira Gomes (1721 - 1763)                     | Cap. Domingos Ferreira Gomes (1721 - 1763) | Cap. Domingos Ferreira Gomes (1721 - 1763) |                                     |                                     |                                   |                                   |                                                                |                                                                | Maria Álvares Pereira                                          | Maria Álvares Pereira                                          | Maria Álvares Pereira                                          | Maria Álvares Pereira                                          | Maria Álvares Pereira                                            | Maria Álvares Pereira                                            |                                                                  |                                                                  | Cel. Félix Ribeiro da Silva                                                                    | Cel. Félix Ribeiro da Silva                                                                    | Cel. Félix Ribeiro da Silva                                                                    | Cel. Félix Ribeiro da Silva                                                                    | Cel. Félix Ribeiro da Silva                                                                    | Cel. Félix Ribeiro da Silva                                                                    |                                  |                                  |                                  |                                  |
| Francisca da Penha Ferreira Guimarães | Francisca da Penha Ferreira Guimarães | Francisca da Penha Ferreira Guimarães | Francisca da Penha Ferreira Guimarães | Francisca da Penha Ferreira Guimarães | Francisca da Penha Ferreira Guimarães |  |  |                                                               |                                                               | Cap. Bernardino Ferreira Gomes                                | Cap. Bernardino Ferreira Gomes                                | Cap. Bernardino Ferreira Gomes                                | Cap. Bernardino Ferreira Gomes                                | Cap. Bernardino Ferreira Gomes                                        | Cap. Bernardino Ferreira Gomes                                        |                                                                       |                                                                       |                                                                       |                                                                       |                                                                      |                                                                      |                                                                      |                                                                      |                               |                               |                                        |                                        |                                        |                                        |                                        |                                        |                                                                |                                                                | Cap. Domingos Ferreira Gomes (1721 - 1763)                     | Cap. Domingos Ferreira Gomes (1721 - 1763)                     | Cap. Domingos Ferreira Gomes (1721 - 1763)                     | Cap. Domingos Ferreira Gomes (1721 - 1763)                     | Cap. Domingos Ferreira Gomes (1721 - 1763) | Cap. Domingos Ferreira Gomes (1721 - 1763) |                                     |                                     |                                   |                                   |                                                                |                                                                | Maria Álvares Pereira                                          | Maria Álvares Pereira                                          | Maria Álvares Pereira                                          | Maria Álvares Pereira                                          | Maria Álvares Pereira                                            | Maria Álvares Pereira                                            |                                                                  |                                                                  | Cel. Félix Ribeiro da Silva                                                                    | Cel. Félix Ribeiro da Silva                                                                    | Cel. Félix Ribeiro da Silva                                                                    | Cel. Félix Ribeiro da Silva                                                                    | Cel. Félix Ribeiro da Silva                                                                    | Cel. Félix Ribeiro da Silva                                                                    |                                  |                                  |                                  |                                  |
|                                       |                                       |                                       |                                       |                                       |                                       |  |  |                                                               |                                                               |                                                               |                                                               |                                                               |                                                               |                                                                       |                                                                       |                                                                       |                                                                       |                                                                       |                                                                       |                                                                      |                                                                      |                                                                      |                                                                      |                               |                               |                                        |                                        |                                        |                                        |                                        |                                        |                                                                |                                                                |                                                                |                                                                |                                                                |                                                                |                                            |                                            |                                     |                                     |                                   |                                   |                                                                |                                                                |                                                                |                                                                |                                                                |                                                                |                                                                  |                                                                  |                                                                  |                                                                  |                                                                                                |                                                                                                |                                                                                                |                                                                                                |                                                                                                |                                                                                                |                                  |                                  |                                  |                                  |
|                                       |                                       |                                       |                                       |                                       |                                       |  |  |                                                               |                                                               |                                                               |                                                               |                                                               |                                                               |                                                                       |                                                                       |                                                                       |                                                                       |                                                                       |                                                                       |                                                                      |                                                                      |                                                                      |                                                                      |                               |                               |                                        |                                        |                                        |                                        |                                        |                                        |                                                                |                                                                |                                                                |                                                                |                                                                |                                                                |                                            |                                            |                                     |                                     |                                   |                                   |                                                                |                                                                |                                                                |                                                                |                                                                |                                                                |                                                                  |                                                                  |                                                                  |                                                                  |                                                                                                |                                                                                                |                                                                                                |                                                                                                |                                                                                                |                                                                                                |                                  |                                  |                                  |                                  |
|                                       |                                       |                                       |                                       |                                       |                                       |  |  |                                                               |                                                               |                                                               |                                                               |                                                               |                                                               |                                                                       |                                                                       |                                                                       |                                                                       | Domingos Ferreira Gomes Júnior (?-1790)                               | Domingos Ferreira Gomes Júnior (?-1790)                               | Domingos Ferreira Gomes Júnior (?-1790)                              | Domingos Ferreira Gomes Júnior (?-1790)                              | Domingos Ferreira Gomes Júnior (?-1790)                              | Domingos Ferreira Gomes Júnior (?-1790)                              |                               |                               | Ana Maria do Monte (1761-?)            | Ana Maria do Monte (1761-?)            | Ana Maria do Monte (1761-?)            | Ana Maria do Monte (1761-?)            | Ana Maria do Monte (1761-?)            | Ana Maria do Monte (1761-?)            |                                                                |                                                                |                                                                |                                                                |                                                                |                                                                |                                            |                                            |                                     |                                     |                                   |                                   |                                                                |                                                                |                                                                |                                                                |                                                                |                                                                |                                                                  |                                                                  |                                                                  |                                                                  |                                                                                                |                                                                                                |                                                                                                |                                                                                                |                                                                                                |                                                                                                |                                  |                                  |                                  |                                  |
|                                       |                                       |                                       |                                       |                                       |                                       |  |  |                                                               |                                                               |                                                               |                                                               |                                                               |                                                               |                                                                       |                                                                       |                                                                       |                                                                       | Domingos Ferreira Gomes Júnior (?-1790)                               | Domingos Ferreira Gomes Júnior (?-1790)                               | Domingos Ferreira Gomes Júnior (?-1790)                              | Domingos Ferreira Gomes Júnior (?-1790)                              | Domingos Ferreira Gomes Júnior (?-1790)                              | Domingos Ferreira Gomes Júnior (?-1790)                              |                               |                               | Ana Maria do Monte (1761-?)            | Ana Maria do Monte (1761-?)            | Ana Maria do Monte (1761-?)            | Ana Maria do Monte (1761-?)            | Ana Maria do Monte (1761-?)            | Ana Maria do Monte (1761-?)            |                                                                |                                                                |                                                                |                                                                |                                                                |                                                                |                                            |                                            |                                     |                                     |                                   |                                   |                                                                |                                                                |                                                                |                                                                |                                                                |                                                                |                                                                  |                                                                  |                                                                  |                                                                  |                                                                                                |                                                                                                |                                                                                                |                                                                                                |                                                                                                |                                                                                                |                                  |                                  |                                  |                                  |
|                                       |                                       |                                       |                                       |                                       |                                       |  |  |                                                               |                                                               |                                                               |                                                               |                                                               |                                                               |                                                                       |                                                                       |                                                                       |                                                                       |                                                                       |                                                                       |                                                                      |                                                                      |                                                                      |                                                                      |                               |                               |                                        |                                        |                                        |                                        |                                        |                                        |                                                                |                                                                |                                                                |                                                                |                                                                |                                                                |                                            |                                            |                                     |                                     |                                   |                                   |                                                                |                                                                |                                                                |                                                                |                                                                |                                                                |                                                                  |                                                                  |                                                                  |                                                                  |                                                                                                |                                                                                                |                                                                                                |                                                                                                |                                                                                                |                                                                                                |                                  |                                  |                                  |                                  |
|                                       |                                       |                                       |                                       |                                       |                                       |  |  |                                                               |                                                               |                                                               |                                                               |                                                               |                                                               |                                                                       |                                                                       |                                                                       |                                                                       |                                                                       |                                                                       |                                                                      |                                                                      |                                                                      |                                                                      |                               |                               |                                        |                                        |                                        |                                        |                                        |                                        |                                                                |                                                                |                                                                |                                                                |                                                                |                                                                |                                            |                                            |                                     |                                     |                                   |                                   |                                                                |                                                                |                                                                |                                                                |                                                                |                                                                |                                                                  |                                                                  |                                                                  |                                                                  |                                                                                                |                                                                                                |                                                                                                |                                                                                                |                                                                                                |                                                                                                |                                  |                                  |                                  |                                  |
|                                       |                                       |                                       |                                       |                                       |                                       |  |  |                                                               |                                                               |                                                               |                                                               |                                                               |                                                               |                                                                       |                                                                       |                                                                       |                                                                       | Ten. José Ferreira Gomes (?-1837)                                     | Ten. José Ferreira Gomes (?-1837)                                     | Ten. José Ferreira Gomes (?-1837)                                    | Ten. José Ferreira Gomes (?-1837)                                    | Ten. José Ferreira Gomes (?-1837)                                    | Ten. José Ferreira Gomes (?-1837)                                    |                               |                               | Francisca de Lira Pessoa               | Francisca de Lira Pessoa               | Francisca de Lira Pessoa               | Francisca de Lira Pessoa               | Francisca de Lira Pessoa               | Francisca de Lira Pessoa               |                                                                |                                                                |                                                                |                                                                |                                                                |                                                                |                                            |                                            |                                     |                                     |                                   |                                   |                                                                |                                                                |                                                                |                                                                |                                                                |                                                                |                                                                  |                                                                  |                                                                  |                                                                  |                                                                                                |                                                                                                |                                                                                                |                                                                                                |                                                                                                |                                                                                                |                                  |                                  |                                  |                                  |
|                                       |                                       |                                       |                                       |                                       |                                       |  |  |                                                               |                                                               |                                                               |                                                               |                                                               |                                                               |                                                                       |                                                                       |                                                                       |                                                                       | Ten. José Ferreira Gomes (?-1837)                                     | Ten. José Ferreira Gomes (?-1837)                                     | Ten. José Ferreira Gomes (?-1837)                                    | Ten. José Ferreira Gomes (?-1837)                                    | Ten. José Ferreira Gomes (?-1837)                                    | Ten. José Ferreira Gomes (?-1837)                                    |                               |                               | Francisca de Lira Pessoa               | Francisca de Lira Pessoa               | Francisca de Lira Pessoa               | Francisca de Lira Pessoa               | Francisca de Lira Pessoa               | Francisca de Lira Pessoa               |                                                                |                                                                |                                                                |                                                                |                                                                |                                                                |                                            |                                            |                                     |                                     |                                   |                                   |                                                                |                                                                |                                                                |                                                                |                                                                |                                                                |                                                                  |                                                                  |                                                                  |                                                                  |                                                                                                |                                                                                                |                                                                                                |                                                                                                |                                                                                                |                                                                                                |                                  |                                  |                                  |                                  |
|                                       |                                       |                                       |                                       |                                       |                                       |  |  |                                                               |                                                               |                                                               |                                                               |                                                               |                                                               |                                                                       |                                                                       |                                                                       |                                                                       |                                                                       |                                                                       |                                                                      |                                                                      |                                                                      |                                                                      |                               |                               |                                        |                                        |                                        |                                        |                                        |                                        |                                                                |                                                                |                                                                |                                                                |                                                                |                                                                |                                            |                                            |                                     |                                     |                                   |                                   |                                                                |                                                                |                                                                |                                                                |                                                                |                                                                |                                                                  |                                                                  |                                                                  |                                                                  |                                                                                                |                                                                                                |                                                                                                |                                                                                                |                                                                                                |                                                                                                |                                  |                                  |                                  |                                  |
|                                       |                                       |                                       |                                       |                                       |                                       |  |  |                                                               |                                                               |                                                               |                                                               |                                                               |                                                               |                                                                       |                                                                       |                                                                       |                                                                       |                                                                       |                                                                       |                                                                      |                                                                      |                                                                      |                                                                      |                               |                               |                                        |                                        |                                        |                                        |                                        |                                        |                                                                |                                                                |                                                                |                                                                |                                                                |                                                                |                                            |                                            |                                     |                                     |                                   |                                   |                                                                |                                                                |                                                                |                                                                |                                                                |                                                                |                                                                  |                                                                  |                                                                  |                                                                  |                                                                                                |                                                                                                |                                                                                                |                                                                                                |                                                                                                |                                                                                                |                                  |                                  |                                  |                                  |
|                                       |                                       |                                       |                                       |                                       |                                       |  |  |                                                               |                                                               |                                                               |                                                               |                                                               |                                                               |                                                                       |                                                                       |                                                                       |                                                                       | Cap. Cesário Ferreira Gomes (?-1876)                                  | Cap. Cesário Ferreira Gomes (?-1876)                                  | Cap. Cesário Ferreira Gomes (?-1876)                                 | Cap. Cesário Ferreira Gomes (?-1876)                                 | Cap. Cesário Ferreira Gomes (?-1876)                                 | Cap. Cesário Ferreira Gomes (?-1876)                                 |                               |                               | Maria Bernardina do Monte (1823-1887)  | Maria Bernardina do Monte (1823-1887)  | Maria Bernardina do Monte (1823-1887)  | Maria Bernardina do Monte (1823-1887)  | Maria Bernardina do Monte (1823-1887)  | Maria Bernardina do Monte (1823-1887)  |                                                                |                                                                |                                                                |                                                                |                                                                |                                                                |                                            |                                            |                                     |                                     |                                   |                                   |                                                                |                                                                |                                                                |                                                                |                                                                |                                                                |                                                                  |                                                                  |                                                                  |                                                                  |                                                                                                |                                                                                                |                                                                                                |                                                                                                |                                                                                                |                                                                                                |                                  |                                  |                                  |                                  |
|                                       |                                       |                                       |                                       |                                       |                                       |  |  |                                                               |                                                               |                                                               |                                                               |                                                               |                                                               |                                                                       |                                                                       |                                                                       |                                                                       | Cap. Cesário Ferreira Gomes (?-1876)                                  | Cap. Cesário Ferreira Gomes (?-1876)                                  | Cap. Cesário Ferreira Gomes (?-1876)                                 | Cap. Cesário Ferreira Gomes (?-1876)                                 | Cap. Cesário Ferreira Gomes (?-1876)                                 | Cap. Cesário Ferreira Gomes (?-1876)                                 |                               |                               | Maria Bernardina do Monte (1823-1887)  | Maria Bernardina do Monte (1823-1887)  | Maria Bernardina do Monte (1823-1887)  | Maria Bernardina do Monte (1823-1887)  | Maria Bernardina do Monte (1823-1887)  | Maria Bernardina do Monte (1823-1887)  |                                                                |                                                                |                                                                |                                                                |                                                                |                                                                |                                            |                                            |                                     |                                     |                                   |                                   |                                                                |                                                                |                                                                |                                                                |                                                                |                                                                |                                                                  |                                                                  |                                                                  |                                                                  |                                                                                                |                                                                                                |                                                                                                |                                                                                                |                                                                                                |                                                                                                |                                  |                                  |                                  |                                  |
|                                       |                                       |                                       |                                       |                                       |                                       |  |  |                                                               |                                                               |                                                               |                                                               |                                                               |                                                               |                                                                       |                                                                       |                                                                       |                                                                       |                                                                       |                                                                       |                                                                      |                                                                      |                                                                      |                                                                      |                               |                               |                                        |                                        |                                        |                                        |                                        |                                        |                                                                |                                                                |                                                                |                                                                |                                                                |                                                                |                                            |                                            |                                     |                                     |                                   |                                   |                                                                |                                                                |                                                                |                                                                |                                                                |                                                                |                                                                  |                                                                  |                                                                  |                                                                  |                                                                                                |                                                                                                |                                                                                                |                                                                                                |                                                                                                |                                                                                                |                                  |                                  |                                  |                                  |
|                                       |                                       |                                       |                                       |                                       |                                       |  |  |                                                               |                                                               |                                                               |                                                               |                                                               |                                                               |                                                                       |                                                                       |                                                                       |                                                                       |                                                                       |                                                                       |                                                                      |                                                                      |                                                                      |                                                                      |                               |                               |                                        |                                        |                                        |                                        |                                        |                                        |                                                                |                                                                |                                                                |                                                                |                                                                |                                                                |                                            |                                            |                                     |                                     |                                   |                                   |                                                                |                                                                |                                                                |                                                                |                                                                |                                                                |                                                                  |                                                                  |                                                                  |                                                                  |                                                                                                |                                                                                                |                                                                                                |                                                                                                |                                                                                                |                                                                                                |                                  |                                  |                                  |                                  |
|                                       |                                       |                                       |                                       |                                       |                                       |  |  |                                                               |                                                               |                                                               |                                                               |                                                               |                                                               |                                                                       |                                                                       |                                                                       |                                                                       | Ten.Cel. José Ferreira Gomes (1846-1919) Primeiro prefeito de Sobral  | Ten.Cel. José Ferreira Gomes (1846-1919) Primeiro prefeito de Sobral  | Ten.Cel. José Ferreira Gomes (1846-1919) Primeiro prefeito de Sobral | Ten.Cel. José Ferreira Gomes (1846-1919) Primeiro prefeito de Sobral | Ten.Cel. José Ferreira Gomes (1846-1919) Primeiro prefeito de Sobral | Ten.Cel. José Ferreira Gomes (1846-1919) Primeiro prefeito de Sobral |                               |                               | Maria Vitalina Parente (1852-1937)     | Maria Vitalina Parente (1852-1937)     | Maria Vitalina Parente (1852-1937)     | Maria Vitalina Parente (1852-1937)     | Maria Vitalina Parente (1852-1937)     | Maria Vitalina Parente (1852-1937)     |                                                                |                                                                |                                                                |                                                                |                                                                |                                                                |                                            |                                            |                                     |                                     |                                   |                                   | Vicente Cesário Ferreira Gomes (1823-1877) Deputado provincial | Vicente Cesário Ferreira Gomes (1823-1877) Deputado provincial | Vicente Cesário Ferreira Gomes (1823-1877) Deputado provincial | Vicente Cesário Ferreira Gomes (1823-1877) Deputado provincial | Vicente Cesário Ferreira Gomes (1823-1877) Deputado provincial | Vicente Cesário Ferreira Gomes (1823-1877) Deputado provincial |                                                                  |                                                                  |                                                                  |                                                                  |                                                                                                |                                                                                                |                                                                                                |                                                                                                |                                                                                                |                                                                                                |                                  |                                  |                                  |                                  |
|                                       |                                       |                                       |                                       |                                       |                                       |  |  |                                                               |                                                               |                                                               |                                                               |                                                               |                                                               |                                                                       |                                                                       |                                                                       |                                                                       | Ten.Cel. José Ferreira Gomes (1846-1919) Primeiro prefeito de Sobral  | Ten.Cel. José Ferreira Gomes (1846-1919) Primeiro prefeito de Sobral  | Ten.Cel. José Ferreira Gomes (1846-1919) Primeiro prefeito de Sobral | Ten.Cel. José Ferreira Gomes (1846-1919) Primeiro prefeito de Sobral | Ten.Cel. José Ferreira Gomes (1846-1919) Primeiro prefeito de Sobral | Ten.Cel. José Ferreira Gomes (1846-1919) Primeiro prefeito de Sobral |                               |                               | Maria Vitalina Parente (1852-1937)     | Maria Vitalina Parente (1852-1937)     | Maria Vitalina Parente (1852-1937)     | Maria Vitalina Parente (1852-1937)     | Maria Vitalina Parente (1852-1937)     | Maria Vitalina Parente (1852-1937)     |                                                                |                                                                |                                                                |                                                                |                                                                |                                                                |                                            |                                            |                                     |                                     |                                   |                                   | Vicente Cesário Ferreira Gomes (1823-1877) Deputado provincial | Vicente Cesário Ferreira Gomes (1823-1877) Deputado provincial | Vicente Cesário Ferreira Gomes (1823-1877) Deputado provincial | Vicente Cesário Ferreira Gomes (1823-1877) Deputado provincial | Vicente Cesário Ferreira Gomes (1823-1877) Deputado provincial | Vicente Cesário Ferreira Gomes (1823-1877) Deputado provincial |                                                                  |                                                                  |                                                                  |                                                                  |                                                                                                |                                                                                                |                                                                                                |                                                                                                |                                                                                                |                                                                                                |                                  |                                  |                                  |                                  |
|                                       |                                       |                                       |                                       |                                       |                                       |  |  |                                                               |                                                               |                                                               |                                                               |                                                               |                                                               |                                                                       |                                                                       |                                                                       |                                                                       |                                                                       |                                                                       |                                                                      |                                                                      |                                                                      |                                                                      |                               |                               |                                        |                                        |                                        |                                        |                                        |                                        |                                                                |                                                                |                                                                |                                                                |                                                                |                                                                |                                            |                                            |                                     |                                     |                                   |                                   |                                                                |                                                                |                                                                |                                                                |                                                                |                                                                |                                                                  |                                                                  |                                                                  |                                                                  |                                                                                                |                                                                                                |                                                                                                |                                                                                                |                                                                                                |                                                                                                |                                  |                                  |                                  |                                  |
|                                       |                                       |                                       |                                       |                                       |                                       |  |  |                                                               |                                                               |                                                               |                                                               |                                                               |                                                               |                                                                       |                                                                       |                                                                       |                                                                       |                                                                       |                                                                       |                                                                      |                                                                      |                                                                      |                                                                      |                               |                               |                                        |                                        |                                        |                                        |                                        |                                        |                                                                |                                                                |                                                                |                                                                |                                                                |                                                                |                                            |                                            |                                     |                                     |                                   |                                   |                                                                |                                                                |                                                                |                                                                |                                                                |                                                                |                                                                  |                                                                  |                                                                  |                                                                  |                                                                                                |                                                                                                |                                                                                                |                                                                                                |                                                                                                |                                                                                                |                                  |                                  |                                  |                                  |
|                                       |                                       |                                       |                                       |                                       |                                       |  |  |                                                               |                                                               |                                                               |                                                               |                                                               |                                                               |                                                                       |                                                                       |                                                                       |                                                                       | José Euclides Ferreira Gomes (1876-?) Ex-deputado estadual            | José Euclides Ferreira Gomes (1876-?) Ex-deputado estadual            | José Euclides Ferreira Gomes (1876-?) Ex-deputado estadual           | José Euclides Ferreira Gomes (1876-?) Ex-deputado estadual           | José Euclides Ferreira Gomes (1876-?) Ex-deputado estadual           | José Euclides Ferreira Gomes (1876-?) Ex-deputado estadual           |                               |                               | Carmosina de Almeida Pimentel (1883-?) | Carmosina de Almeida Pimentel (1883-?) | Carmosina de Almeida Pimentel (1883-?) | Carmosina de Almeida Pimentel (1883-?) | Carmosina de Almeida Pimentel (1883-?) | Carmosina de Almeida Pimentel (1883-?) |                                                                |                                                                |                                                                |                                                                |                                                                |                                                                |                                            |                                            |                                     |                                     |                                   |                                   |                                                                |                                                                |                                                                |                                                                |                                                                |                                                                | Vicente Antenor Ferreira Gomes (1884-1965) Ex-prefeito de Sobral | Vicente Antenor Ferreira Gomes (1884-1965) Ex-prefeito de Sobral | Vicente Antenor Ferreira Gomes (1884-1965) Ex-prefeito de Sobral | Vicente Antenor Ferreira Gomes (1884-1965) Ex-prefeito de Sobral | Vicente Antenor Ferreira Gomes (1884-1965) Ex-prefeito de Sobral                               | Vicente Antenor Ferreira Gomes (1884-1965) Ex-prefeito de Sobral                               |                                                                                                |                                                                                                | Francisca Frota Meneses (1895-?)                                                               | Francisca Frota Meneses (1895-?)                                                               | Francisca Frota Meneses (1895-?) | Francisca Frota Meneses (1895-?) | Francisca Frota Meneses (1895-?) | Francisca Frota Meneses (1895-?) |
|                                       |                                       |                                       |                                       |                                       |                                       |  |  |                                                               |                                                               |                                                               |                                                               |                                                               |                                                               |                                                                       |                                                                       |                                                                       |                                                                       | José Euclides Ferreira Gomes (1876-?) Ex-deputado estadual            | José Euclides Ferreira Gomes (1876-?) Ex-deputado estadual            | José Euclides Ferreira Gomes (1876-?) Ex-deputado estadual           | José Euclides Ferreira Gomes (1876-?) Ex-deputado estadual           | José Euclides Ferreira Gomes (1876-?) Ex-deputado estadual           | José Euclides Ferreira Gomes (1876-?) Ex-deputado estadual           |                               |                               | Carmosina de Almeida Pimentel (1883-?) | Carmosina de Almeida Pimentel (1883-?) | Carmosina de Almeida Pimentel (1883-?) | Carmosina de Almeida Pimentel (1883-?) | Carmosina de Almeida Pimentel (1883-?) | Carmosina de Almeida Pimentel (1883-?) |                                                                |                                                                |                                                                |                                                                |                                                                |                                                                |                                            |                                            |                                     |                                     |                                   |                                   |                                                                |                                                                |                                                                |                                                                |                                                                |                                                                | Vicente Antenor Ferreira Gomes (1884-1965) Ex-prefeito de Sobral | Vicente Antenor Ferreira Gomes (1884-1965) Ex-prefeito de Sobral | Vicente Antenor Ferreira Gomes (1884-1965) Ex-prefeito de Sobral | Vicente Antenor Ferreira Gomes (1884-1965) Ex-prefeito de Sobral | Vicente Antenor Ferreira Gomes (1884-1965) Ex-prefeito de Sobral                               | Vicente Antenor Ferreira Gomes (1884-1965) Ex-prefeito de Sobral                               |                                                                                                |                                                                                                | Francisca Frota Meneses (1895-?)                                                               | Francisca Frota Meneses (1895-?)                                                               | Francisca Frota Meneses (1895-?) | Francisca Frota Meneses (1895-?) | Francisca Frota Meneses (1895-?) | Francisca Frota Meneses (1895-?) |
|                                       |                                       |                                       |                                       |                                       |                                       |  |  |                                                               |                                                               |                                                               |                                                               |                                                               |                                                               |                                                                       |                                                                       |                                                                       |                                                                       |                                                                       |                                                                       |                                                                      |                                                                      |                                                                      |                                                                      |                               |                               |                                        |                                        |                                        |                                        |                                        |                                        |                                                                |                                                                |                                                                |                                                                |                                                                |                                                                |                                            |                                            |                                     |                                     |                                   |                                   |                                                                |                                                                |                                                                |                                                                |                                                                |                                                                |                                                                  |                                                                  |                                                                  |                                                                  |                                                                                                |                                                                                                |                                                                                                |                                                                                                |                                                                                                |                                                                                                |                                  |                                  |                                  |                                  |
|                                       |                                       |                                       |                                       |                                       |                                       |  |  |                                                               |                                                               |                                                               |                                                               |                                                               |                                                               |                                                                       |                                                                       |                                                                       |                                                                       |                                                                       |                                                                       |                                                                      |                                                                      |                                                                      |                                                                      |                               |                               |                                        |                                        |                                        |                                        |                                        |                                        |                                                                |                                                                |                                                                |                                                                |                                                                |                                                                |                                            |                                            |                                     |                                     |                                   |                                   |                                                                |                                                                |                                                                |                                                                |                                                                |                                                                |                                                                  |                                                                  |                                                                  |                                                                  |                                                                                                |                                                                                                |                                                                                                |                                                                                                |                                                                                                |                                                                                                |                                  |                                  |                                  |                                  |
|                                       |                                       |                                       |                                       |                                       |                                       |  |  |                                                               |                                                               |                                                               |                                                               |                                                               |                                                               | José Euclides Ferreira Gomes Júnior (1918-1996) Ex-prefeito de Sobral | José Euclides Ferreira Gomes Júnior (1918-1996) Ex-prefeito de Sobral | José Euclides Ferreira Gomes Júnior (1918-1996) Ex-prefeito de Sobral | José Euclides Ferreira Gomes Júnior (1918-1996) Ex-prefeito de Sobral | José Euclides Ferreira Gomes Júnior (1918-1996) Ex-prefeito de Sobral | José Euclides Ferreira Gomes Júnior (1918-1996) Ex-prefeito de Sobral |                                                                      |                                                                      | Maria José Santos (1928-2015)                                        | Maria José Santos (1928-2015)                                        | Maria José Santos (1928-2015) | Maria José Santos (1928-2015) | Maria José Santos (1928-2015)          | Maria José Santos (1928-2015)          |                                        |                                        |                                        |                                        | João Frederico Ferreira Gomes (1923-1990) Ex-deputado estadual | João Frederico Ferreira Gomes (1923-1990) Ex-deputado estadual | João Frederico Ferreira Gomes (1923-1990) Ex-deputado estadual | João Frederico Ferreira Gomes (1923-1990) Ex-deputado estadual | João Frederico Ferreira Gomes (1923-1990) Ex-deputado estadual | João Frederico Ferreira Gomes (1923-1990) Ex-deputado estadual |                                            |                                            | Elvira Alves do Carmo (1928-1998)   | Elvira Alves do Carmo (1928-1998)   | Elvira Alves do Carmo (1928-1998) | Elvira Alves do Carmo (1928-1998) | Elvira Alves do Carmo (1928-1998)                              | Elvira Alves do Carmo (1928-1998)                              |                                                                |                                                                |                                                                |                                                                |                                                                  |                                                                  |                                                                  |                                                                  | Vicente Antenor Ferreira Gomes Filho (1927-2013) Ex-prefeito de Itapipoca Ex-deputado estadual | Vicente Antenor Ferreira Gomes Filho (1927-2013) Ex-prefeito de Itapipoca Ex-deputado estadual | Vicente Antenor Ferreira Gomes Filho (1927-2013) Ex-prefeito de Itapipoca Ex-deputado estadual | Vicente Antenor Ferreira Gomes Filho (1927-2013) Ex-prefeito de Itapipoca Ex-deputado estadual | Vicente Antenor Ferreira Gomes Filho (1927-2013) Ex-prefeito de Itapipoca Ex-deputado estadual | Vicente Antenor Ferreira Gomes Filho (1927-2013) Ex-prefeito de Itapipoca Ex-deputado estadual |                                  |                                  |                                  |                                  |
|                                       |                                       |                                       |                                       |                                       |                                       |  |  |                                                               |                                                               |                                                               |                                                               |                                                               |                                                               | José Euclides Ferreira Gomes Júnior (1918-1996) Ex-prefeito de Sobral | José Euclides Ferreira Gomes Júnior (1918-1996) Ex-prefeito de Sobral | José Euclides Ferreira Gomes Júnior (1918-1996) Ex-prefeito de Sobral | José Euclides Ferreira Gomes Júnior (1918-1996) Ex-prefeito de Sobral | José Euclides Ferreira Gomes Júnior (1918-1996) Ex-prefeito de Sobral | José Euclides Ferreira Gomes Júnior (1918-1996) Ex-prefeito de Sobral |                                                                      |                                                                      | Maria José Santos (1928-2015)                                        | Maria José Santos (1928-2015)                                        | Maria José Santos (1928-2015) | Maria José Santos (1928-2015) | Maria José Santos (1928-2015)          | Maria José Santos (1928-2015)          |                                        |                                        |                                        |                                        | João Frederico Ferreira Gomes (1923-1990) Ex-deputado estadual | João Frederico Ferreira Gomes (1923-1990) Ex-deputado estadual | João Frederico Ferreira Gomes (1923-1990) Ex-deputado estadual | João Frederico Ferreira Gomes (1923-1990) Ex-deputado estadual | João Frederico Ferreira Gomes (1923-1990) Ex-deputado estadual | João Frederico Ferreira Gomes (1923-1990) Ex-deputado estadual |                                            |                                            | Elvira Alves do Carmo (1928-1998)   | Elvira Alves do Carmo (1928-1998)   | Elvira Alves do Carmo (1928-1998) | Elvira Alves do Carmo (1928-1998) | Elvira Alves do Carmo (1928-1998)                              | Elvira Alves do Carmo (1928-1998)                              |                                                                |                                                                |                                                                |                                                                |                                                                  |                                                                  |                                                                  |                                                                  | Vicente Antenor Ferreira Gomes Filho (1927-2013) Ex-prefeito de Itapipoca Ex-deputado estadual | Vicente Antenor Ferreira Gomes Filho (1927-2013) Ex-prefeito de Itapipoca Ex-deputado estadual | Vicente Antenor Ferreira Gomes Filho (1927-2013) Ex-prefeito de Itapipoca Ex-deputado estadual | Vicente Antenor Ferreira Gomes Filho (1927-2013) Ex-prefeito de Itapipoca Ex-deputado estadual | Vicente Antenor Ferreira Gomes Filho (1927-2013) Ex-prefeito de Itapipoca Ex-deputado estadual | Vicente Antenor Ferreira Gomes Filho (1927-2013) Ex-prefeito de Itapipoca Ex-deputado estadual |                                  |                                  |                                  |                                  |
|                                       |                                       |                                       |                                       |                                       |                                       |  |  |                                                               |                                                               |                                                               |                                                               |                                                               |                                                               |                                                                       |                                                                       |                                                                       |                                                                       |                                                                       |                                                                       |                                                                      |                                                                      |                                                                      |                                                                      |                               |                               |                                        |                                        |                                        |                                        |                                        |                                        |                                                                |                                                                |                                                                |                                                                |                                                                |                                                                |                                            |                                            |                                     |                                     |                                   |                                   |                                                                |                                                                |                                                                |                                                                |                                                                |                                                                |                                                                  |                                                                  |                                                                  |                                                                  |                                                                                                |                                                                                                |                                                                                                |                                                                                                |                                                                                                |                                                                                                |                                  |                                  |                                  |                                  |
|                                       |                                       |                                       |                                       |                                       |                                       |  |  |                                                               |                                                               |                                                               |                                                               |                                                               |                                                               |                                                                       |                                                                       |                                                                       |                                                                       |                                                                       |                                                                       |                                                                      |                                                                      |                                                                      |                                                                      |                               |                               |                                        |                                        |                                        |                                        |                                        |                                        |                                                                |                                                                |                                                                |                                                                |                                                                |                                                                |                                            |                                            |                                     |                                     |                                   |                                   |                                                                |                                                                |                                                                |                                                                |                                                                |                                                                |                                                                  |                                                                  |                                                                  |                                                                  |                                                                                                |                                                                                                |                                                                                                |                                                                                                |                                                                                                |                                                                                                |                                  |                                  |                                  |                                  |
|                                       |                                       |                                       |                                       |                                       |                                       |  |  | Ciro Ferreira Gomes (1957) Ex-deputado, governador e ministro | Ciro Ferreira Gomes (1957) Ex-deputado, governador e ministro | Ciro Ferreira Gomes (1957) Ex-deputado, governador e ministro | Ciro Ferreira Gomes (1957) Ex-deputado, governador e ministro | Ciro Ferreira Gomes (1957) Ex-deputado, governador e ministro | Ciro Ferreira Gomes (1957) Ex-deputado, governador e ministro |                                                                       |                                                                       |                                                                       |                                                                       | Cid Ferreira Gomes                                                    | Cid Ferreira Gomes                                                    | Cid Ferreira Gomes                                                   | Cid Ferreira Gomes                                                   | Cid Ferreira Gomes                                                   | Cid Ferreira Gomes                                                   |                               |                               |                                        |                                        | Ivo Ferreira Gomes                     | Ivo Ferreira Gomes                     | Ivo Ferreira Gomes                     | Ivo Ferreira Gomes                     | Ivo Ferreira Gomes                                             | Ivo Ferreira Gomes                                             |                                                                |                                                                | Agostinho Frederico Tin Carmo Gomes                            | Agostinho Frederico Tin Carmo Gomes                            | Agostinho Frederico Tin Carmo Gomes        | Agostinho Frederico Tin Carmo Gomes        | Agostinho Frederico Tin Carmo Gomes | Agostinho Frederico Tin Carmo Gomes |                                   |                                   |                                                                |                                                                |                                                                |                                                                |                                                                |                                                                |                                                                  |                                                                  |                                                                  |                                                                  |                                                                                                |                                                                                                |                                                                                                |                                                                                                |                                                                                                |                                                                                                |                                  |                                  |                                  |                                  |